# Manfred Kleinlercher
Manfred Kleinlercher (22 marzo 1971) è un ex sciatore alpino austriaco.

## Biografia
Specialista delle prove tecniche originario di Sankt Jakob in Defereggen, Kleinlercher debuttò in campo internazionale in occasione dei Mondiali juniores di Alyeska 1989; nel 1996 esordì in Coppa del Mondo, il 7 gennaio a Flachau in slalom speciale senza completare la prova, ottenne il miglior piazzamento nel massimo circuito, 21 gennaio a Veysonnaz nella medesima specialità (18º), e conquistò l'ultimo podio in Coppa Europa, il 15 febbraio a Sankt Johann in Tirol in slalom gigante (2º). Prese per l'ultima volta il via in Coppa del Mondo il 20 gennaio 1997 a Schladming in slalom speciale (22º) e si ritirò durante quella stessa stagione 1996-1997; la sua ultima gara fu lo slalom speciale di Coppa Europa disputato il 24 febbraio a Krompachy/Plejsy, chiuso da Kleinlercher al 16º posto. Non prese parte a rassegne olimpiche o iridate.

## Palmarès

### Coppa del Mondo
- Miglior piazzamento in classifica generale: 112º nel 1997

### Coppa Europa
- 1 podio (dati dalla stagione 1994-1995):
  - 1 secondo posto